# Táltos

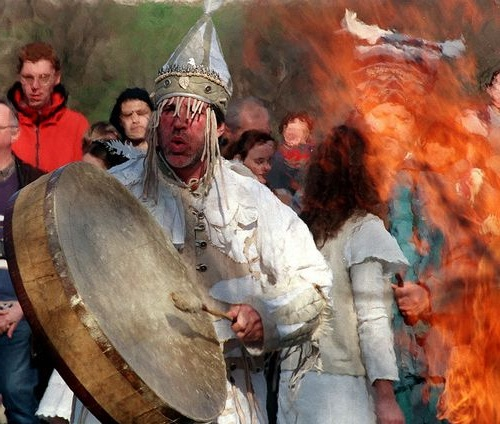
Um magiar encenando como táltos

Táltos ([ˈtaːltoʃ]) ou tátos, na religião tradicional dos magiares, é uma pessoa com poderes sobrenaturais, predestiná-la a tê-los por influência dos espíritos, e que fisicamente apresenta essa característica ao nascer com um dente táltos ou mais de 10 dedos. Pode prever o futuro, ver o tesouro escondido no subsolo, provocar tempestades e fazê-las passar e é invulnerável a projéteis. Também é conhecido por lutar com outros táltos sob a forma de uma roda flamejante, uma chama colorida ou outro animal para mudar o clima para melhor ou pior. Tais características fizeram vários autores a associaram o táltos a uma espécie de xamã.